# Lijst van Belgische adelsverheffingen 1961
Personen die in 1961 in de Belgische adel werden opgenomen, of een adellijke titel verwierven.

## Graaf
- Jonkheer Henri de la Barre d'Erquelinnes, minister, titel van graaf
- Jonkheren Jean (1915- ), Alain (1920- ), Xavier (1922- ), Francis (1924- ), Philippe (1928- ) de la Barre d'Erquelinnes, de zonen van Henri de la Barre d'Erquelinnes, titel van graaf, voor elkeen overdraagbaar per eerstgeboorte.

## Baron
- Ridder Jean van den Branden (1901-1986), hoogleraar ULB, persoonlijke titel van baron (in 1968 overdraagbaar bij eerstgeboorte).
- Max de Gienanth (1917-1967), inlijving in de Belgische adel met de titel baron.
- Jonkheer Jules Roberti de Winghe (1887-1961), notaris, de titel baron, overdraagbaar bij eerstgeboorte.

## Ridder
- Jonkheer Xavier Nève de Mévergnies (1921- ), de titel ridder, overdraagbaar bij eerstgeboorte.
- Jonkheer Edmond Puissant d'Agimont d'Heer et Herlette (1916- ), advocaat, de titel ridder, overdraagbaar bij eerstgeboorte.
- Jonkheer Robert Scheyven (1906-1990), de persoonlijke titel ridder.
- Jonkheer Guy Scheyven (1911-1996), de persoonlijke titel ridder.
- Jonkheer Xavier Thibaut de Masières (1945- ), advocaat, de titel ridder, overdraagbaar bij eerstgeboorte.

## Jonkheer
- Fernand de Heusch (1889-1967), majoor, erfelijke adel.